# Paraeuchaeta norvegica
Paraeuchaeta norvegica är en kräftdjursart som först beskrevs av Boeck 1872.  Paraeuchaeta norvegica ingår i släktet Paraeuchaeta och familjen Euchaetidae. Inga underarter finns listade i Catalogue of Life.